# Скубченко Петро Сергійович
Петро Сергійович Скубченко (нар. 6 червня 1937, село Благодатне, тепер Амвросіївського району Донецької області) — український радянський діяч, начальник механізованого загону радгоспу «Мирний» Амвросіївського району Донецької області, Герой Соціалістичної Праці (23.06.1966). Депутат Верховної Ради УРСР 11-го скликання.

## Біографія
Народився в родині робітників радгоспу, які проживали в селищі Жукова Балка Амвросіївського району Сталінської області.
Освіта середня. У 1955 році закінчив Амвросіївську середню школу № 1. Закінчив також Оленівське училище механізації сільського господарства Сталінської області.
З 1956 року — робітник, механізатор, ланковий механізованої ланки по вирощуванню кукурудзи радгоспу «Мирний» Амвросіївського району Донецької області.
Член КПРС з 1963 року.
З 1983 року — начальник механізованого загону радгоспу «Мирний» Амвросіївського району Донецької області.
Потім — на пенсії в селищі Жукова Балка Амвросіївського району Донецької області.

## Нагороди
- Герой Соціалістичної Праці (23.06.1966)
- орден Леніна (23.06.1966)
- ордени
- медалі